# 比弗頓鎮區 (密歇根州)
比弗頓鎮區（英語：Beaverton Township）是位於美國密歇根州格拉德溫縣的一個行政鎮區。

## 地方資料
比弗頓鎮區的面積為91.50平方千米，當中陸地面積為90.73平方千米，而水域面積為0.77平方千米。根據2020年美國人口普查的數據，當地共有人口1863人，而人口密度為每平方千米20.36人。